# Ixora coriifolia
Ixora coriifolia är en måreväxtart som beskrevs av Cornelis Eliza Bertus Bremekamp. Ixora coriifolia ingår i släktet Ixora och familjen måreväxter. Inga underarter finns listade i Catalogue of Life.